# Gabriel Clausellas i Aymerich
Gabriel Clausellas i Aymerich (Sabadell, 15 de juny de 1883 - 17 de març de 1928) fou un arxiver català.
Ordenat sacerdot el 1906, va ser nomenat vicari de la Tinença de la Santíssima Trinitat de Sabadell i el 1910 li encarregaren la càtedra de llatí del Seminari Conciliar de Barcelona, on havia estudiat, però l'hagué d'abandonar el 1916 a causa del seu delicat estat de salut. El 1924, per encàrrec municipal, va elaborar un estudi documental sobre el santuari de la Salut, arran del qual la corporació municipal, presidida per l'alcalde Esteve M. Relat, va acordar nomenar-lo arxiver cronista de la ciutat. Ja com a arxiver, va proposar a l'Ajuntament l'adquisició de la capella de Sant Nicolau, proposta que fou atesa i que va permetre la conservació d'aquest patrimoni històric, testimoni dels orígens de la ciutat. El 1926 va ser nomenat capellà de la Casa de Caritat, tasca que compaginà amb la d'arxiver. Gràcies a Clausellas s'inicià la gran tasca d'ordenar l'arxiu històric de la ciutat, però la seva mort prematura li va impedir de dur-la a terme. Va ser Miquel Carreras, el seu successor a l'arxiu, l'encarregat de fer-ho.